# Теракт в Анкаре (февраль 2016)
По меньшей мере 28 человек погибло и более 60 ранены в результате террористического акта в Анкаре, который был совершен 17 февраля 2016 года в районе, где расположены здания военных учреждений. В момент, когда на красный сигнал светофора остановился транспорт с военным персоналом Генерального штаба Турции, был совершен подрыв начинённого взрывчаткой автомобиля. По словам источника в турецких спецслужбах, за взрывом могли стоять как боевики РПК, так и PYD. Но пока не получившей официального подтверждения информации от телеканала Ülkе TV, из 28 погибших при теракте человек, 22 были пилотами ВВС Турции.
19 февраля группировка «Ястребы свободы Курдистана», которая признана террористической в Турции, взяла на себя ответственность за взрыв.